# Guillaume Rocheron
Guillaume Rocheron (Parigi, 1981) è un effettista francese, vincitore di due premi Oscar per i film Vita di Pi e 1917.

## Filmografia parziale
- Panic Room, regia di David Fincher (2002)
- Vita di Pi (Life of Pi), regia di Ang Lee (2012)
- 1917, regia di Sam Mendes (2019)
- Ad Astra, regia di James Gray (2019)

## Riconoscimenti
Premio Oscar
- 2013 - Migliori effetti speciali per Vita di Pi[1]
- 2020 - Migliori effetti speciali per 1917[2]

Premio BAFTA
- 2013 - Migliori effetti speciali per Vita di Pi[3]
- 2020 - Migliori effetti speciali per 1917[4]